# 4-(4-Isopropoxyphenylsulfonyl)phenol
 4-(4-Isopropoxyphenylsulfonyl)phenol, kurz: D-8, ist eine chemische Verbindung aus der Gruppe der Diphenylsulfone.

## Verwendung
Die Verbindung wird als Farb-Entwickler für Thermopapiere eingesetzt und von Nippon Soda produziert. Der Alternativstoff zu Bisphenol A wurde 1983 von der japanischen Firma Shin Nisso Kako zum Patent angemeldet.
Bei einer Untersuchung in Sachsen (2015) war D-8 in 6,2 % der Thermopapiere enthalten.

## Sicherheitshinweise
4-(4-Isopropoxyphenylsulfonyl)phenol wurde 2019 von der EU gemäß der Verordnung (EG) Nr. 1907/2006 (REACH) im Rahmen der Stoffbewertung in den fortlaufenden Aktionsplan der Gemeinschaft (CoRAP) aufgenommen. Hierbei werden die Auswirkungen des Stoffs auf die menschliche Gesundheit bzw. die Umwelt neu bewertet und ggf. Folgemaßnahmen eingeleitet. Ursächlich für die Aufnahme von 4-(4-Isopropoxyphenylsulfonyl)phenol war die Besorgnis über die Eigenschaften als potentieller endokriner Disruptor.  Die Neubewertung soll ab 2023 von Belgien durchgeführt werden.